# Kerk Saint-Julien van Domfront

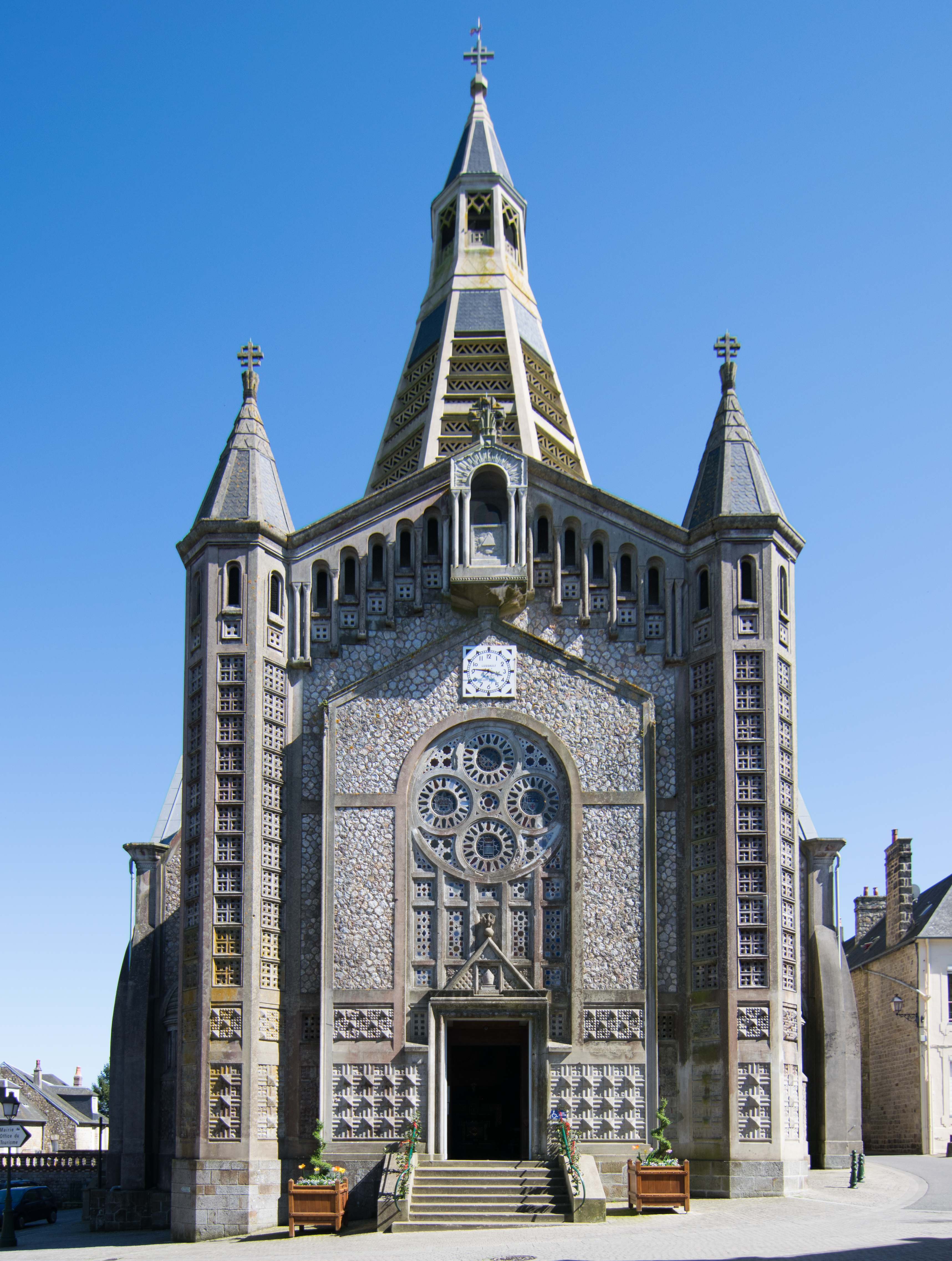
Kerk Saint-Julien van Domfront

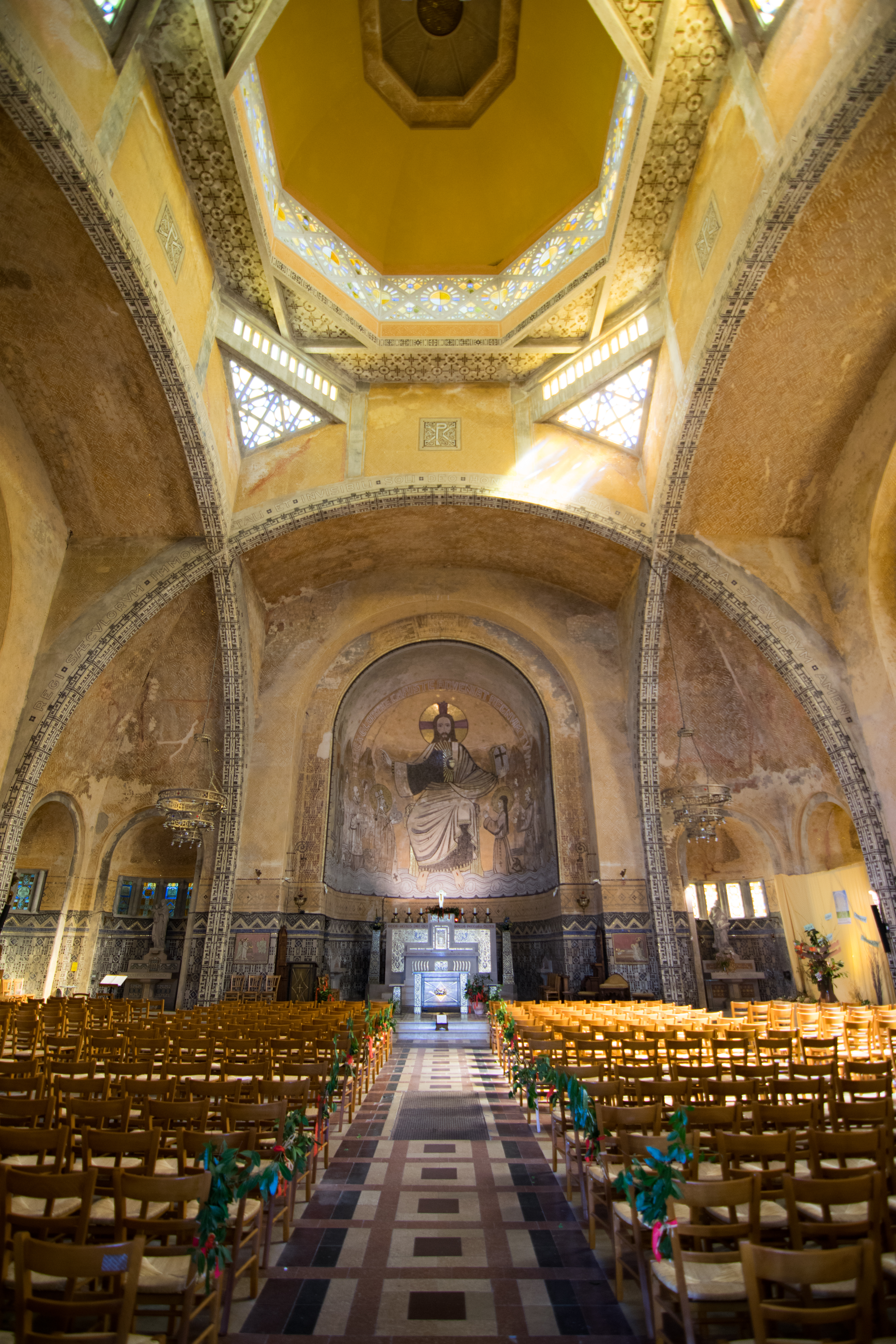
Interieur

De kerk van Saint-Julien is een rooms-katholieke kerk gelegen in Domfront (Orne), in Frankrijk.

## Architectuur
De huidige kerk is gebouwd in neo-Byzantijnse stijl met gebruik van gewapend beton. Wegens de slechte staat van het beton werd in 2013 begonnen met restauratie.
De kerk heeft een vierkant grondplan met zeven zijkapellen. Achter het altaar is een grote afbeelding van Christus Pantocrator. Verder is er een kruisweg van keramiek en mozaïek ingebed in roze beton.

## Geschiedenis
De kerk verving een oudere kerk en werd gebouwd tussen 1924 en 1926 door de architect Albert Guilbert (1866-1949), een tijdgenoot van Auguste Perret. Het gebouw is in 1993 geclassificeerd als historische monument (monument historique) wegens de originaliteit van het ontwerp en de eenheid van stijl.